# Dorna
Dorna é um recipiente feito de madeira, para armazenar as uvas das vindimas. 
Devido ao seu tamanho, permite pisar pequenas porções da vindima, para produção de determinadas castas e efectuar assim as experiências das misturas. Usando técnicas semelhantes às das construções dos pipos ou barris, é totalmente executada em madeira (ripas) e que são unidas por compressão por meio de anéis. 
Faz lembrar uma bacia de madeira. Como nos pipos, o batoque fica numa das tampas, nas dornas o orifício fica na parede lateral, junto ao fundo.